# Быстрая ликвидность
Коэффицие́нт бы́строй (сро́чной) ликви́дности (англ. Quick ratio, Acid test, QR) — финансовый коэффициент, равный отношению высоколиквидных текущих активов к краткосрочным обязательствам (текущим пассивам). Источником данных служит бухгалтерский баланс компании аналогично, как для текущей ликвидности, но в составе активов не учитываются материально-производственные запасы, так как при их вынужденной реализации, убытки будут максимальными среди всех оборотных средств. Показывает способность предприятия покрыть краткосрочные обязательства наиболее ликвидными активами.
{\displaystyle {\mbox{К}}_{\mbox{бл}}={{\mbox{Текущие активы}}-{\mbox{Запасы}} \over {\mbox{Текущие обязательства}}}}
или
{\displaystyle {\mbox{К}}_{\mbox{бл}}={{\mbox{Краткосрочная дебиторская задолженность}}+{\mbox{Краткосрочные финансовые вложения}}+{\mbox{Денежные средства}} \over {\mbox{Краткосрочные пассивы}}-{\mbox{Доходы будущих периодов}}-{\mbox{Резервы предстоящих расходов}}}}